# كانيليات
كانلال (الاسم العلمي: Canellales) هي رتبة، في مغنولانيات، وضع التسمية العلمية  آرثر كرونكويست، وذلك في  1957.

## أصنوفات
الأصنوفات الأدنى لهذا الكائن:
- كود سباركل
- تحديث القائمة

فصيلة:Canellaceae 
اسم علمي: Canellaceae

فصيلة:Takhtajaniaceae 
اسم علمي: Takhtajaniaceae

فصيلة:Winteraceae 
اسم علمي: Winteraceae

فصيلة:Winteranaceae 
اسم علمي: Winteranaceae